# Joselyn Prato
Joselyn Prato Valencia (n. 1991) es una ex presa política venezolana. En 2015 fue detenida y acusada de participar en el abucheo en una playa de Marleny Contreras, ministra y esposa de Diosdado Cabello, a pesar de no encontrarse presente en el momento de los hechos. Durante su arresto, funcionarios de la Guardia Nacional le propinaron una golpiza que le fracturaron su brazo izquierdo, le causaron la hemorragia en un ojo, y un hematoma en casi la mitad de su cara. Permaneció detenida por más de dos meses.

## Detención
El 21 de agosto de 2015 Marleny Contreras, ministra de turismo y esposa del entonces diputado oficialista Diosdado Cabello, fue a una playa en Cayo Sal, estado Falcón, donde fue abucheada por los presentes. Joselyn Prato, para entonces de 23 años y estudiante de ingeniería petrolera de la Universidad Nacional Experimental de la Fuerza Armada (UNEFA), no se encontraba para ese momento y llegó con su familia después, aproximadamente una hora antes de su detención. Horas después de que Marleny fuese abucheada, efectivos de la Guardia Nacional se presentaron en la playa con órdenes de reprimir y arrestar a la presuntos responsables del abucheo. Los funcionarios tenían órdenes de dispersar a los bañistas con bombas lacrimógenas, pero decidieron no hacerlo al haber muchos niños presentes.
Cuando Joselyn intentó defender a su hermano Johan Prato, quien buscaba conocer sobre la situación, empujó por accidente a un oficial vestido de civil. Como respuesta, fue arrodillada  y esposada, y alrededor de cinco efectivos la patearon en el abdomen, en las costillas y en la cara. Como resultado de la golpiza Joselyn perdió el conocimiento y sufrió un hematoma en el 40% de la cara, una fractura en su brazo izquierdo, y la hemorragia en un ojo. Estando desmayada fue arrastrada por varios metros hasta llegar al muelle, fue detenida junto con otras cinco personas, incluyendo a su hermano, y trasladados al cuartel de la Guardia Nacional en Chichiriviche.
En el cuartel, el oficial a cargo gritó que "Aquí tienen que rodar cabezas, ustedes se metieron con la esposa del jefe. Es un caso político, necesitamos culpables de lo que pasó", y el capitán de la Guardia Nacional les dijo que  les había tocado la "lotería revolucionaria". Prato debió ser trasladada a un hospital debido a su heridas, donde fue enyesada y se le drenó la herida. El médico que la atendió insistió que necesitaba una hospitalización, pero el informe médico fue destruido por el efectivo militar a cargo de su traslado y fue devuelta al cuartel.
El mismo día, Diosdado Cabello declaró en su programa de televisión Con el mazo dando: "Llegó la ley y buscó a los agresores de mujeres. Tun, tun, ¿quién es? Este es el SEBIN… No vamos a permitir la falta de respeto a las mujeres venezolanas”. Cabello concluyó diciendo con ironía: “Dios te cuide, mi reina, Joselyn Prato”.
Cuarenta y ocho horas después, fueron trasladados a la cárcel de presos comunes del Penal de Coro. En la división de mujeres, Joselyn fue desnudada y encerrada en una celda de 3 x 2 metros con ocho reclusas más. La celda no contaba con luz solar ni ventilación natural, y solo tenía una cama de cemento, una ducha, un wáter y un lavamanos. Prato vomitaba y orinaba sangre durante su reclusión, y pudo ser trasladada a la enfermería del penal gracias a los gritos de las otras reclusas. Fue diagnosticada con un riñón dilatado debido a los golpes recibidos durante su detención.
Durante su encarcelamiento, Joselyn permaneció desnuda por 50 días, sufrió actos lascivos y requisas vejatorias en la madrugada, y recibía comida descompuesta y con gusanos. Fue liberada el 29 de octubre de 2015 junto con su hermano, momento en el que pesaba solo 35 kilos debido a la mala alimentación.

## Legado
La golpiza y la detención de Joselyn fueron documentadas en un reporte de un panel de expertos independientes de la Organización de Estados Americanos, considerando que podían constituir un crimen de lesa humanidad cometidos en Venezuela junto con otros actos de tortura en el país.
Los hechos tuvieron un capítulo dedicado en la obra "Tiempos feroces" del escritor Leonardo Padrón.